# Esquipulas Palo Gordo
Esquipulas Palo Gordo – niewielka miejscowość na południowym zachodzie Gwatemali, w departamencie San Marcos. Według danych szacunkowych z 2012 roku liczba mieszkańców wynosiła 1852 osób. 
Esquipulas Palo Gordo leży około 10 km na południowy zachód od stolicy departamentu – miasta San Marcos. 
Miejscowość leży na wysokości 2501 metrów nad poziomem morza, w górach Sierra Madre de Chiapas. 

## Gmina Esquipulas Palo Gordo
Miasto jest także siedzibą władz gminy o tej samej nazwie, która jest jedną z dwudziestu dziewięciu gmin w departamencie. W 2012 roku gmina liczyła 11 757 mieszkańców. Gmina jak na warunki Gwatemali jest bardzo mała, a jej powierzchnia obejmuje zaledwie 21 km². Mieszkańcy gminy utrzymują się głównie z rolnictwa i hodowli zwierząt. W rolnictwie dominuje uprawa trzciny cukrowej, kukurydzy, pszenicy, fasoli oraz wielu  drzew owocowych.
Ponadto na terenie gminy znajduje się młyn zbożowy oraz wytwórnia cegieł.